# Boycott universitaire d'Israël
Les boycotts académiques d'Israël sont des actions mises en œuvre par certains universitaires pour le boycott d'Israël.

## Angleterre
L'idée d'une campagne européenne de boycott universitaire et culturel a émergé en Angleterre suite à  une lettre ouverte  à l'initiative de Hilary et Steven P. Rose le 6 avril 2002 signée par 125 universitaires et  23 artistes et écrivains et publiée par The Guardian. 
Ils appellent à la suspension de la collaboration des universités et des organismes de recherche européens avec Israël,. Cet appel à un moratoire (Israel academic moratorium call) est suivi d'autres initiatives similaires : l'appel signé par Colin Blakemore (en) et Richard Dawkins et ceux de l'AUT (en) ou du Natfhe (en) (à tel point que l'expression academic boycott of Israel s'impose).
Le 6 juin 2002, Mona Baker, professeur en traductologie à l'université de Manchester, révoque du comité éditorial de deux revues, à faible tirage, dont elle est l'éditrice (resp. : Translation Studies Abstracts et The Translator) deux universitaires israéliens, le Dr Miriam Shlesinger de l'Université Bar-Ilan et le Prof. Gideon Toury de l'Université de Tel Aviv.  En réponse à la critique de Tony Blair, Mona Baker s'exprime au Daily Telegraph et la lettre s'allonge de 700 signatures dont dix d'universitaires israéliens, des universitaires britanniques[Qui ?], canadiens, américain ou libanais[Qui ?],.
Le 22 avril 2005, lors d'une réunion abordant différentes questions relatives tant à la politique intérieure qu'extérieure, le Conseil de l'AUT adopte cinq motions concernant la Palestine. S'appuyant explicitement sur l'appel des universitaires palestiniens de 2004, tout en faisant référence à des faits précis, l'AUT vote pour le boycott de deux universités israéliennes, les universités de Haïfa et Bar-Ilan (l'AUT conditionnant par ailleurs une décision de boycott de l'université de Jérusalem aux résultats d'une enquête),,. Le Conseil de l'AUT fait valoir que l'université de Bar-Ilan organise des cours dans les universités de la Cisjordanie (à l'université d'Ariel) et qu'elle « est ainsi directement impliquée dans l'occupation des territoires palestiniens contraire aux résolutions des Nations unies » ; La prise de position de l'AUT concernant Haïfa est motivée par des pressions exercées sur le Pr Ilan Pappé et un de ses étudiants, Teddy Katz.
À la suite d'une campagne vigoureuse, l'AUT revient sur sa décision le 26 mai suivant. En 2007, toutefois, la question ressurgira ; l'UCU, qui a entre-temps absorbé l'AUT, adoptera le 30 mai une motion appelant à débattre de la question du boycott au sein des différentes fédérations du syndicat ; cette motion, qui prévoit d'organiser un débat contradictoire et équilibré, suscitera un vive polémique et un retentissement international,.

## Irlande
En Irlande, l'appel au boycott est visible d'Israël depuis au moins septembre 2006. À la suite des manifestations de janvier 2009 appelant au boycott, l’Irish Times a publié une lettre ouverte le 23 janvier 2009 puis le samedi 31 janvier 2009 a publié, en page 5, un "appel irlandais pour une justice en Palestine" recueillant environ 300 signataires, dont des députés, des sénateurs, des leaders politiques (dont Gerry Adams et Tony Benn), des dirigeants de syndicats, des professeurs et des artistes.

## Israël
Si quelques universitaires israéliens apportent leur signature à ces initiatives, celles-ci ne recueillent quasiment pas de soutien en Israël. 

## États-Unis
Aux États-Unis, le 14 octobre 2002, plusieurs centaines d'étudiants issus de mouvements de solidarités avec la Palestine se réunissent à l'Université du Michigan tandis que des pétitions appelant les universités à se désinvestir circulent à Harvard, au MIT, à Princeton, à l'Université de Michigan, à l'Université du Texas (Austin) et à Berkeley. Samuel G. Freedman, qui rapporte ces faits dans USA Today, met sérieusement en doute les déclarations pacifiques des acteurs à l'origine de cet évènement pourtant formé sous le slogan For Peace, For Justice : il pointe notamment le refus des acteurs à condamner explicitement la violence terroriste et rappelle que ce mouvement coïncide avec une recrudescence d'actions et de propos antisémites incitant 300 présidents d'universités à publier une lettre ouverte demandant que soient interdits sur les campus ces débats confinant à « l'intimidation et à la haine ».
Aux États-Unis, l'appel au boycott d’Israël conduit par l'American Studies Association (en), à laquelle, selon le Jerusalem Post « sont vaguement affiliés des départements universitaires et des professeurs indépendants se consacrant dans l’étude des États-Unis » a rencontré l'opposition de trois douzaines d’universités dont l'Université Yale, l'Université Wesleyenne, l'Université de Princeton, l'Université Johns-Hopkins, l'Université Cornell, l'Université Duke, l'Université Stanford, l'Université Harvard, l'Université Brown, l'Université de Chicago, l'Université de New York, l'Université Washington de Saint-Louis entre autres. Le comité exécutif de l'Association des universités américaines qui représente 60 universités américaines et 2 canadiennes a lui aussi rejeté l'appel au boycott d’Israël.

## France
En avril 2002, au même moment de la publication de la lettre ouverte dans The Guardian,  la Coordination des Scientifiques pour une Paix Juste au Proche-Orient, un groupe d'universitaires français, a publié un « Appel au boycott des institutions scientifiques israéliennes » sur l'internet. L'appel, en français et en anglais, a insisté sur le fait que seules les « institutions officielles israéliennes » étaient visées, et que le « boycott ne remet pas en cause [les] relations personnelles avec des collègues israéliens » ; il a été signé par plusieurs centaines d'universitaires de 30 pays. Dans les mois qui ont suivi sa publication il a fait l'objet d'un débat dans la presse française, et dans les revues scientifiques,,.
En décembre 2002, une motion proposée au conseil d'administration de l'Université Paris 6 (Pierre et Marie Curie) vise à « ne pas renouveler l'accord d'association avec Israël ». La motion s'appuie sur les discriminations faites aux collègues palestiniens et au respect de l'article 2 de ce même accord : « les relations entre les parties, de même que toutes les dispositions du présent accord, se fondent sur le respect des droits de l'Homme et des principes démocratiques qui inspire leurs politiques internes et internationales et qui constitue un élément essentiel du présent accord ». Au contraire d'un boycott, la motion demande même que le président de l'université noue des contacts avec les autorités universitaires israéliennes et palestiniennes afin d'œuvrer dans le sens de la paix... La motion est donc adoptée le 16 décembre 2002 par 22 voix pour, 4 voix contre et 6 abstentions,.
Quelques centaines de manifestants rassemblés par l'Union des étudiants juifs de France sur le campus protestent contre la motion le 6 janvier 2003. Parmi eux se trouvent le philosophe Alain Finkielkraut, les journalistes Alexandre Adler et Anne Sinclair, les députés Dominique Strauss-Kahn et Pierre Lellouche. Des intervenants, dont Bernard-Henri Lévy, s'y expriment, appelant à la neutralité politique de l'institution universitaire. D'autres personnalités vont exprimer leur opposition à la motion, dont le maire de Paris Bertrand Delanoë qui dans un message juge le texte « choquant », l'ex-ministre Jack Lang et l'écrivain Claude Lanzmann, qui rappelle le boycott des commerces juifs dans les années 1930.
Une contre-motion sera proposée et votée dès le 27 janvier 2003 par des conseillers : elle déclare « mesurer la vague d'émotion par sa motion du 16 décembre 2002 et par la lecture qui en a été faite » et affirme « son opposition à tout moratoire ou boycott dans les relations entre universités et universitaires ; demande que dans le cadre de la préparation de son sixième programme-cadre de recherche et de développement, le contrat d'association entre l'Union européenne et l'État d'Israël soit renégocié pour être étendu à la partie palestinienne (…), demande à l'Union européenne de veiller au respect par toutes les parties de l'ensemble des clauses du contrat (…) »,.
En mars 2009, un appel au boycott académique en France est publié sur le net et possède une cinquantaine de signatures dont celles de Daniel Bensaïd, Gérard Toulouse de l'Académie des sciences, coauteur en 2003 de Les scientifiques et les droits de l'homme avec Lydie Koch-Miramond également signataire et défenseur dès 2002 du boycott d'Israël, Mireille Fanon-Mendès-France une collaboratrice parlementaire, et Roland Lombard président du Collectif Interuniversitaire pour la Coopération avec les Universités Palestiniennes. Ils appellent « en premier lieu [à] appliquer un programme de boycott, de cessation des investissements et de sanctions. » (campagne BDS) à la suite de la mise en place de la Campagne BDS France.
Au printemps 2009, l'Association des Universitaires pour le Respect du Droit International en Palestine (AURDIP) a été créée par le groupe d'universitaires qui a initié l'appel de 2002, en liaison avec la Campagne Palestinienne pour le Boycott Académique et Culturel d’Israël PACBI et avec l’organisation britannique BRICUP. L’AURDIP s’est donnée deux missions principales : (1) Promouvoir l’application du droit international en Israël et Palestine, et notamment s’opposer à l’occupation des territoires palestiniens par Israël et à la colonisation, qui bafouent impunément les conventions internationales sur les droits de l’homme, les résolutions des Nations unies et les décisions de la Cour Internationale de Justice. (2) Défendre le droit à l’éducation des Palestiniens, et soutenir le personnel et les étudiants des universités palestiniennes dans la défense de ce droit.

## Suisse
Le 2 mai 2024, des activistes pro-palestiniens ont lancé une occupation  dans un des bâtiments de l’université de Lausanne afin d’exiger un boycott académique des universités israéliennes . 5 jours après, un mouvement similaire à surgit au sein de l’université de Genève .